# 医療保険制度改革 (アメリカ)
ペイシェントプロテクション・アンド・アフォーダブルケア法（ペイシェントプロテクション・アンド・アフォーダブルケアほう、Patient Protection and Affordable Care Act、通称アフォーダブルケア法（ACA）またはオバマケア）は、アメリカ合衆国第111議会で制定され、2010年3月23日にバラク・オバマ大統領によって署名された米国の連邦法である。2010年修正の医療・教育改革法（Health Care and Education Reconciliation Act of 2010）と合わせて、1965年にメディケアとメディケイドが可決されて以来、米国の医療制度において最も重要な規制の見直しと適用範囲の拡大を意味している   。
ACAの主要条項は2014年に施行された。2016年までに、無保険者の割合はほぼ半減し、2000万人から2400万人が追加でカバーされたと推定されている 。同法はまた、医療費の抑制と質の向上を目的とした多くの医療提供システム改革も実施した。この法律が施行された後、雇用者ベースの保険プランの保険料を含め、医療費全体の増加は鈍化した。
カバレッジの増加は、メディケイドの加入資格の拡大と個人保険市場の変化にほぼ均等に起因している。両者ともに新たな支出を受けており、その財源は新たな税金とメディケア・プロバイダー料金とメディケア・アドバンテージの削減の組み合わせで賄われている。いくつかの議会予算局の報告書によると、これらの条項は全体的に財政赤字を削減しているがためにACAの廃止は赤字を増加させるだろうとし、この法律は主に上位1％に課税し所得分布の下位40％の家族に平均で約600ドルの給付金を提供することで所得の不平等を削減したとしている。
この法律は、メディケア、メディケイド、雇用者市場の既存の構造を大きく維持したが、個人市場は抜本的に見直された 。保険会社は、既往症や人口統計学的状況（年齢を除く）に基づいて請求することなく、すべての申請者を受け入れるようになった。結果として生じる逆選択に対抗するために、法律は個人が保険に加入すること（または罰金/税金を支払うこと）と、保険会社が「不可欠な健康上の利点」のリストをカバーすることを義務づけた。
制定前後のACAは、廃止と法的な異議申し立ての求めという強い政治的反対に直面している。全国独立企業連盟対セベリウスでは、最高裁は、州がACAのメディケイド拡大に参加しないことを選択できると判決を下したが、それは全体として法律を支持した。連邦政府の医療取引所であるHealthCare.govは、2013年の展開開始時に大きな技術的問題に直面した。世論調査によると、当初はアメリカ人の大多数がこの法律に反対していたが、その個別条項は一般的に人気があり、2017年にはこの法律が多数派の支持を得た。

## 要点
ACAの目指すのは日本の国民健康保険のような「公的保険」ではなく、従来の個人が民間の健康保険を購入する枠組みの中で、保険会社に価格が安く購入しやすい保険の提供や既往症などによる保険摘要の差別などの禁止あるいは緩和を課し、その代わり健康保険を購入していない個人には確定申告時に罰金（追加税）を科すことで今まで保険購入をためらっていた階層に購入を促すものであり、したがって、従来から個人で十分な健康保険を購入していた自営業者や勤務先経由で購入していた被雇用者には直接的な影響や変化はほとんどない。
ACAでは2010年から2020年にかけて様々な施政が予定されている。既得権者除外条項により、2010年以前の政策に基づく保険契約には影響を及ぼさないが、それ以外には様々な改革が加えられる。2010年1月1日より、新たに以下の様々な大きな変更が加えられる。
- 保険者は以前の健康状況に基づいて保険加入を拒否することは禁じられる。また全ての被保険者に対し、同じ年齢・同じ居住地区であれば同等の保険料を設定しなければならず、年齢・以前の健康状況で差をつけることは禁じられる（喫煙者は例外）[16][17][18]。本改革以前は、初めて健康保険を購入する場合、既往症や購入以前からの妊娠は保険適用外とされることがあった（他の保険からの乗り換えの場合は継続適用）。
- 保険が標準でカバーしなければならない保障範囲（Essential health benefits）が定められる[19][20][21][22][23]。
- 被雇用者保険、メディケア、メディケイド、その他の公的制度（TRICAREなど）でカバーされない無保険者は、承認を受けた民間保険に加入するか、罰金を払わなければならない[24][25]。これは歳入庁の定めによる金銭的困難者、宗教団体の一員であるのならば除外される[26]。低収入者には補助金を給付できる条項が定められている[27]。
- 全ての州に医療保険取引所が開設され、個人や小規模事業者は、そこで保険内容を比較し保険を購入することができる（対応者には政府補助が支給される）[28]。取引所は2013年1月1日にオープンする予定だったが、数度変更されている[29][30][31][32][33]。
- 低収入の個人・家庭（連邦政府の定める貧困線の100%〜400%）は保険取引所での購入時に連邦政府より補助金が受けられる[34]。貧困線の133%〜150%の場合、その保険料は補助金が付くと収入の3-4%ほどになる[35]。2013年度の年収$45,960未満の個人や$94,200未満の4人家族は、追加で税額控除を受けるか、また取引所から毎月保険者に送金するかで選ぶことができる[36]。小規模時事業者は補助金を受給できる[37]。
- メディケイド制度が拡張され、対象者は収入が連邦政府の貧困線で133%の個人・家族まで引き上げられた。また障害の無い成人、補助者のいる児童にも適用される[38]。メディケイド資格の上限は貧困線の138%の者と設定され、その5%については所得に関係なく資格を得ることができる[39]。さらに児童医療保険プログラム（SCHIP）の受給要件が簡素化された[38]。
- メディケアの支払い制度が出来高払い制度から包括払い制度になり、医療機関はより一層の経営努力が求められるようになった[40][41]。さらにメディケアPart Dのギャップ（俗称donut hole）が徐々に縮小され、2020年1月1日には完全になくなる[42]。
- 50人以上の従業員を抱えているがフルタイム雇用者に医療保険を提供しない事業者は、もしそのフルタイム雇用者らの医療保険加入に対して政府が（税控除などの形で）補助金を出していたならば、事業者は税制上のペナルティを払わなければならない[43][44]。2013年7月、歳入庁はこの措置を1年延期すると発表した[45]。

### 基本的給付事項
Essential health benefits（EHB）とは、ACAにおいて挙げられている、健康保険が最低限カバーすべき給付事項である。法 Section 1302(b)(1) にて定義される。
1. 外来ケア（ウォークイン受診）
2. 救急サービス
3. 入院
4. 出産及び新生児ケア
5. 精神衛生と物質使用障害（行動問題を含む）
6. 処方薬
7. リハビリテーション、介助機器と介助サービス
8. 臨床ラボ検査
9. 予防医療、健康維持、慢性疾患ケア
10. 小児科ケア（歯科と眼科を含む）

健康保険はこれらの給付をカバーする義務がある。たとえば追加で自己負担を求めたり、給付制限をつけたりしてはならない。

## 歴史

### 背景

各州の無保険人口の割合（アメリカ合衆国国勢調査局、2009年）
20–27%
16–20%
14–16%
10–14%
4–10%

アメリカの診療は自由診療が基本である。高額な医療費に備え、各自が民間の保険会社と契約を行うが、低所得者は保険料の支払いが困難となること、医療費のかさむ慢性病患者等は更新を拒否されたりする弊害があり、医療の恩恵を享受できない国民が少なからず存在していた。アメリカの自己破産の6割は医療費が原因である。さらに、その医療費が原因で破産した者の8割は医療保険に入っていたとも言われている。高額な医療費と、質の悪い保険のため、身体的のみならず、経済的にも病気や怪我に苦しめられるアメリカ人は多い。
実例として、骨折で手術を受け1日入院した場合で1万5千ドル、貧血で2日入院した場合で2万ドル、自然気胸の治療（手術なし）で6日入院した場合で8万ドル、内視鏡手術の不手際による腸内出血で5日間入院で25万ドルの請求がなされた事例もある。
こうした問題は、20世紀中頃からアメリカ合衆国の政治上の問題とされ、古くはセオドア・ルーズベルト、トルーマン、ニクソン、1990年代にはビル・クリントンなどが、新たな健康保険制度の創設に向け取り組みを行っていたが、財政上の問題（フリーライダーの存在とモラルハザード等）や「ユニバーサルヘルスケアは共産主義である」という主張から、次々と福祉国家制度が頓挫し続けてきた「アメリカ合衆国の歴史」がある。

### 医療保険システムの萌芽[53]
私的な医療保険の仕組みは、19世紀ヨーロッパにおいてギルドや工場等において見られるようになった。
アメリカにおいては20世紀はじめにヨーロッパからの移民が病気のときの給付を行う小さな互助組織を形成し始め、同時期にメトロポリタンライフとプルデンシャルが葬式費用と終末期医療費用を含んだ生命保険を売り始めた。この個人向け医療保険は週ごとの給料日に保険料を徴収するなど大変な運営費用がかかったため、大きな広がりを見せることはなかった。
アメリカにおける私的医療保険の成長は、病院にかかる費用の上昇と医療サービス提供側のイニシアティブによってもたらされた。1920年代には、病院は死ぬためのところではなく元気になるためのところになっていたが、未だ多くの患者が入院費用を支払えずにいた。大恐慌の最中、このような入院費用をカバーする私的医療保険プランが広がったが、この医療保険プランは特定の病院にかかる費用に限ってカバーするものだった。
この中で、アメリカ病院協会（The American Hospital Association）により州全体にわたって病院を自由に選ぶことができるブルークロス（Blue Cross）病院保険プランを提供され始めた。1939年にはカリフォルニア医師協会（The California Medical Association）が医師のサービスをカバーするブルーシールドプラン（The Blue Shield plan）を開始した。1940年までに39のブルークロスに600万人を超える人々が加入するようになった。このように、アメリカにおける医療保険の広がりは患者側ではなく、安定した収入源を求める医療提供者側のイニシアティブによってもたらされたものであった。

### 職域医療保険の成長と商業医療保険会社の進出[53]
職場をベースとした医療保険は第二次世界大戦中の労働力不足の中で、フリンジ・ベネフィットとしての医療保険を提供する雇用主が増えたことにより広まった。賃金と価格統制により賃金上昇が妨げられる中、フリンジベネフィットについては増やすことができたからである。戦後、労働組合はこの流行に乗ってヘルスベネフィットについて交渉するようになった。この結果、病院保険プランへの集団で加入件数が1940年の1200万件から1988年には14200万件に増加したのである。
このような雇用をベースとした医療保険の成長により、商業的保険会社が医療の分野に進出し、"The Blues"と競争するようになった。商業的保険会社は、それまでのコミュニティベースで加入者が等しく保険料を払っていた仕組みの中に、リスクの低いグループとリスクの高いグループに異なる保険料を提示する経験的な格付け（experience rating）の仕組みが導入された。既存のブルークロスなどもこれに追随せざるを得なくなったため、被保険者間の再分配の仕組みが弱まり、老人や病人にとっては医療保険はどんどん高くて手が届かないものになっていった。

### メディケア・メディケイドの導入[53]
上述の職域医療保険の成長の陰で、老人や貧困層は医療保険の恩恵を授かれずにいた。1950年後半には、高齢者層の15%弱が無保険であった。このような状況の中、1965年に高齢者のための医療制度メディケアと、貧困層のための医療制度メディケイドが導入された。メディケアには、病院への支払いをカバーするメディケアパートA、医師への支払いをカバーするメディケアパートB、メディケアでカバーされない部分について私的医療保険を購入する場合の保険料を補助するメディケアパートC（the Medicare Advantaged Program、2003年導入（後述））、処方薬をカバーするメディケアパートD（2003年導入（後述））があり、パートAは主に雇用主と被用者から支払われる社会保障税によってまかなわれている。パートBとパートDは連邦税と加入者の月々の保険料によってまかなわれている。メディケイドは州により運営されているプログラムで、連邦税と州税が財源である。
2003年のThe Medicare Modernization Act（MMA、メディケア現代化法）は、私的医療保険の役割の拡大（パートC）、処方薬給付の導入（パートD）という二つの大きな変更をもたらした。メディケアの問題の一つとしてかねてより、メディギャップ（Medigap、控除部分や自己負担部分が大きくメディケアだけでは医療費のすべてをまかないきれないという、実際の医療費とメディケアによる給付のギャップ）が指摘されていた。カイザー家族財団によれば、メディケアは平均的な加入者の医療費の48%しかカバーしておらず（2006年）、2010年には、30%近くの加入者が以前の勤め先から追加的な医療保険を提供されており、およそ20%がメディギャッププランと呼ばれる私的医療保険を追加購入し、24%がメディケアパートCに加入し、19%がメディケアとメディケイドの両方に加入している。メディケアパートCは私的医療保険の保険料を補助するが、加入者にとっては、より少ない自己負担額と引き換えに、その私的医療保険と契約している医療機関のサービスしか受けられなくなることから、医療機関の選択の自由がある程度制限されることになるため、メディケアパートCにはパートA、Bよりも多くの拠出が行われている。

### 2010年ACA法成立

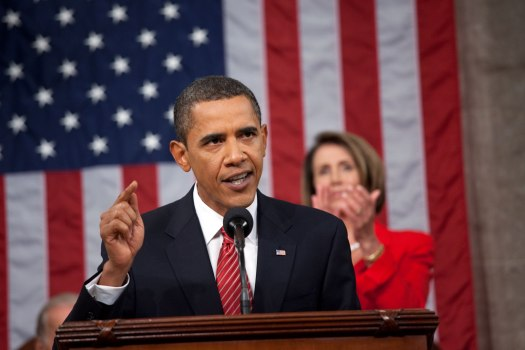
オバマ大統領の2009年演説

2000年代にはいると、医療の高度化が進み保険料も高額化。国民の6人に1人が医療保険に入れない状態となり問題は深刻化。破産の原因が医療費支払いに起因することも珍しくなくなった。2010年3月、オバマ大統領は選挙公約を実現する形でオバマケア法を成立。低所得者に補助を行うことにより、国民の健康保険加入率を抜本的に向上させる内容であった。しかし、住民から保険料を強制的に徴収すること、2014年までに保険加入を義務づけないとメディケア給付を打ち切るとした点について各州が反発。26州が連邦政府を訴え、2011年1月31日にはフロリダ州では法律に対して違憲判決が出される結果となり、保険制度の実効性が疑問視されるようになっている。

### 憲法判断
2012年6月28日、連邦最高裁は根幹部分である国民の保険加入を義務付ける条項を合憲とする判決を下した。ロバーツ長官を含む5人が支持、ケネディ判事ら4人が不支持。
2014年6月30日、連邦最高裁は一部の避妊医療負担を全企業に義務づける規定は違憲とし、信仰に基づいた経営方針をとる小規模の家族経営や非公開企業は適用除外になるとの判断を示した。最高裁判事9人の内、5人が支持。
法律の条文では保険医療について州政府のサイトでの購入者を補助金支給対象としているが、オバマケアに反対する共和党知事の州がサイトを開設しない中で連邦政府サイトを通じた購入者にも補助金を出したことに関して裁判となったが、2015年6月25日に連邦最高裁は連邦政府サイトを通じた購入者への補助金支出を合憲とした。最高裁判事9人のうち、6人が支持。

### 予算案不成立と政府閉鎖
オバマケアの2014年実施に関して、共和党が多数を占める下院は1年延期をする予算案を可決したが、民主党が多数を占める上院が予定通りの実施を求める予算案を可決したため、予算案が2013年9月に不成立となることが決定し、同年10月から17年ぶりに2週間以上にわたって政府閉鎖となった。10月半ばが期限の連邦政府債務限度額引上げ法案は可決され、連邦政府によるデフォルト（債務不履行）は土壇場で回避された。

### トランプによる見直し
2017年1月20日にオバマの後任の大統領に就任したドナルド・トランプは、大統領選挙の選挙公約にてオバマケアを廃止するとしていたものの、大統領就任前の2016年11月10日にオバマ大統領との会談で再考を促され、既往症を理由に保険会社が加入を断ることを禁止する条項と、親の保険で子どもを一定期間カバーできる条項については維持したい意向を示した。すでに多くの国民が加入済みで混乱を避ける狙いがあるとみられる。しかし、2016年11月29日、トランプは保健福祉長官にオバマケア廃止論者のトム・プライスを指名。この起用によりオバマケア廃止や代替案の検討が加速する可能性が指摘された。
2016年11月の米連邦議会選挙に基づく新議会が2017年1月3日開会し、上下両院で多数を占める共和党のエンジ予算委委員長は、オバマケアの廃止に向けた決議案を提出。2017年1月20日にトランプが大統領に就任すると、オバマケア見直しを目的とする大統領令13765号に署名し、これがトランプによる初の大統領令となった。
2017年3月24日、オバマケア見直しを巡り、米下院共和党は本会議で採決予定の代替法案を撤回した。トランプ大統領も撤回に同意。米国民の医療保険への加入義務や未加入の場合に課せられる罰金制度をなくすと新たな制度確立を掲げた反面、病歴がある場合でも保険に入れるよう、保険会社に求める条項や26歳までは親の保険で医療保険をまかなえる仕組みを存続させ、共和党の一部の議員が「オバマケアを完全撤廃すべき」と賛同しなかった。2017年3月23日に議会予算局が代替法案導入による2026年までの10年間の連邦財政赤字の削減幅は1500億ドル(16兆6500億円)、10年後の無保険者は現状の2800万人から2400万人増え5200万人になるだろうと公表すると共和党内の穏健派も代替法案に反発していた。
2017年5月4日、米下院は本会議でオバマケアを見直す代替法案を賛成217、反対213で可決した。今回は既往症のある人に州の判断で割高な保険料を請求することを認めるなど強硬派に配慮。一方で既往症のある人への保険料の負担軽減として5年間で80億ドル(約9000億円)の支援策を盛り込み穏健派の支持も取り付けた。
2017年7月18日、与党共和党の上院議員3人が廃止法案に反対する考えを表明し、事実上頓挫した。トランプ氏はオバマケア見直しにより大型減税や10年間で、1兆ドル(約112兆円)のインフラストラクチャー投資などの財源確保を見込んでいた。
2017年7月28日、米上院(定数100)本会議でオバマケアの撤廃と代替を目指す法案を採決し、賛成49、反対51で否決。共和党穏健派2人（スーザン・コリンズ議員とリーサ・マーカウスキー議員）に加えジョン・マケイン議員が反対。法案はオバマケアで規定されている個人の医療保険加入義務の廃止を明記。一方で法案通過を最優先し共和党内で意見対立の激しい見直し部分を先送りしたので、オバマケアの骨格が残っていた。過半数の52人を占める上院共和党では、低所得者に対する補助の大幅削減をめぐり、穏健派と保守強硬派が対立していた。
2017年9月26日、米上院トップのマコネル院内総務は、医療保険制度改革(オバマケア)見直しに向けた新法案の採決を断念。「次の優先事項である税制改革に取り組む」と述べ、オバマケア見直しを棚上げ。見直し法案について米議会予算局(CBO)は、9月25日数百万人が保険を失うことになるとする試算を公表。上院(定数100)で52人の共和党議員のうち、党重鎮のマケイン議員ら3人が反対を表明。可決に必要な過半数を確保できなくなった。
2018年12月14日、米与党共和党の州知事らが、国民に保険加入を義務付ける医療保険制度(オバマケア)の廃止を求めた訴訟で、南部テキサス州の連邦地裁は義務付けを違憲とする判決を言い渡した。判決の効力は全米に及ぶため、州知事が野党民主党の西部カリフォルニア州は即時控訴する構えを示した。15日付米紙ロサンゼルス・タイムズなどが報じた。

### 2020年大統領選挙に向けた民主党内の論争
2020年アメリカ合衆国大統領選挙に向けた民主党候補者であるバーニー・サンダースは、国民全員を対象とする無料の医療保険制度「Medicare for All」の導入を主張して注目を集めたが、2019年7月に行われた候補者同士の討論会では反対意見も出るなど党内で一本化されている状態ではない。同制度を支持する候補者はエリザベス・ウォーレンのみであり、バーニー・サンダースが病気を理由に不在のまま行われた10月15日の討論会では、エリザベス・ウォーレンが財源の確保や受益者負担等の質問を一手に引き受けることとなった。

### バイデン政権以降
2021年6月18日、テキサス州などがオバマケア無効を訴えた裁判でアメリカ連邦最高裁判所は原告の訴えを退けるオバマケア存続の判決を下した。オバマケアに罰金が無いため原告に損害はないとした。

## 批判
オバマケアが支持されなかった理由に、全国民に加入を義務付け、違反すると2016年現在年収の2.5パーセントにあたる罰金を支払わなければならず、保険料支払いが難しい低所得者には、所得に応じた補助金がもらえるが、補助金給付は増税を招き、納税者は不満を募らせた。保険料も大幅に値上がりし、妊婦検診や小児医療など特定の年齢層に限られる医療や薬物治療カウンセリングなど特殊なサービスを受けるための保険料も支払わなければならなくなった。さらに健康状態の良くない低所得者の保険加入が増えた結果、保険金の支払いが急激に膨らんだ。オバマケア導入前から任意で医療保険に加入し税金を納めていた白人中間層が割を食った不満がオバマケアが支持されなかった理由。
オバマケアでは、保険会社は病歴を理由に保険加入を拒否することはできず、保険会社の支払いが急増し、保険料負担の高騰で中小企業は悲鳴を上げ始めた。